# Saint-Michel-de-Castelnau
Saint-Michel-de-Castelnau é uma comuna francesa na região administrativa da Nova Aquitânia, no departamento da Gironda. Estende-se por uma área de 42,2 km². Em 2010 a comuna tinha 246 habitantes (densidade: 5,8 hab./km²).